# Жегалов, Сергей Иванович
Сергей Иванович Жегалов (2 (14) октября 1881, Васильково, Смоленская губерния — 20 сентября 1927) — русский и советский растениевод, генетик-селекционер, педагог.

## Биография
Родился в семье потомственного дворянина военнослужащего Ивана Сергеевича Жегалова (сына контр-адмирала Сергея Александровича Жегалова) и Софьи Евстафьевны Жегаловой (дочери священника Евстафия Васильевича Крюкова). У Сергея было два младших брата, Иван и Борис.
После окончания Александровского кадетского корпуса в 1899 году поступил в Санкт-Петербургский лесной институт, но в 1901 году перешёл в Московский сельскохозяйственный институт, который окончил в 1906 году.
Работал помощником заведующего Шатиловской опытной станции, а затем, с 1909 года — на селекционной станции Московского сельхозинститута.
В 1910—1911 годах был в академической командировке за границей, где обучался у К. фон Рюмкера и на передовой на тот момент станции Шведской семенной ассоциации в Свалёве. После возвращения на селекционную станцию стал помощником её заведующего Д. Л. Рудзинского и начал внедрять генетические и селекционные идеи, почерпнутые им в Европе. Применил на практике и развил исследования Германа Нильсона-Эле, разрабатывая генетические и селекционные вопросы на материале овса, практическим результатом было создание сорта «Московский 315».
После переезда Рудзинского в Литву, в 1923 году Жегалов становится заведующим станцией. Он создал первую в стране кафедру селекции, экспериментальной и производственной базой которой стала станция, на основе неё впоследствии Жегалов организовал Грибовскую селекционную станцию, а П. И. Лисицын — Московский сельскохозяйственный центр (НИИСХ ЦРНЗ).
Разрабатывал биометрические критерии оценки селекционной работы. Разработал метод массовых скрещиваний при свободном опылении избирательным оплодотворением перекрестноопылителей: свёклы, моркови и капусты (первый сорт, выведенный таким методом — свёкла «Бордо 237»).
Работал в комиссии по семенному делу Наркомзема, руководил разработкой основных вопросов сортоиспытания и сортоведения овощных культур и требований к стандартам на сорта.
Жегаловым и под его руководством за 8 лет было выведено и улучшено 74 сорта овощных растений и кормовых корнеплодов, некоторые из которых применяются в сельском хозяйстве до сих пор (морковь «Нантская 4», репа «Петровская 1», сахарный горох «Неистощимый 195» и «Жегалова 112», знаменитый сорт кукурузы «Пионерка Севера», капуста «Колхозница» и «Номер первый грибовский 147», фасоль «Московская зеленостручная 556» и другие).
В 1913—1922-х годах преподавал генетику и селекцию на Высших женских Голицынских сельскохозяйственных курсах. С 1920 года — профессор Сельскохозяйственной академии (на кафедре огородного семеноводства и на кафедре генетики и селекции), с 1921 — профессор 1-го Московского университета (ныне МГУ).
Книга Жегалова «Введение в селекцию сельскохозяйственных растений», считается первым русским вузовским учебником на эту тему, она четырежды издавалась вплоть по настоящее время (1924, 1926, 1930, 2006).
Жегалов был женат на Вере Владимировне (в девичестве Энгельгардт, по первому мужу — Рихтер), воспитывал сыновей Владимира и Ивана, дочь Татьяну и двух приёмных детей (племянников).
Трагически погиб 20 сентября 1927 года. Он сам, его жена, дочь и сын Иван похоронены в Тимирязевском парке в Москве.
Именем Жегалова назван ряд сортов, в том числе, созданных в других институтах: например, груша 'Память Жегалова'.

## Научные публикации
- К вопросу о достоверности средних величин
- Менделизм в современном освещении
- Деятельность Германского общества сельского хозяйства
- Венская семенная контрольная станция
- О работе с озимой пшеницей в Свалёфе
- Работы по селекции овса за 1912—1914 гг.
- Работы по селекции трав
- Материалы по селекции ржи в 1909—1913 гг.
- Явление гигантизма у овса
- Из наблюдений над овсяными гибридами
- Новая для России форма овса
- Явление скачковой изменчивости у хлебов
- Случай мутации у овса, 1922
- Скрещивание пленчатых овсов с голыми, 1924

- С. И. Жегалов Введение в селекцию сельскохозяйственных растений. — 1924, 1926, 1930, 2006
- С. И. Жегалов Разведение огородных растений на семена. — 1923, 1924, 1925

## Публикации о Жегалове
- К. Митрофанова, Профессор Сергей Иванович Жегалов. Некролог, «Научно-агрономический журнал», 1927.
- В. В. Ордынский, Профессор С. И. Жегалов — основатель и первый директор Грибовской овощной селекционной опытной станции, ноябрь 1927.
- Профессор С. И. Жегалов (1881—1927), «Известия с.-х. академии им. К. А. Тимирязева», 1929, кн. 4.
- Большая советская энциклопедия (2 издание), 1952, статья «ЖЕГАЛОВ, Сергей Иванович».
- А. А. Зворыкин (ред.), Биографический словарь деятелей естествознания и техники, 1958, статья «Жегалов».
- В. Зильберквит, В. Орлов, К 90-летию со дня рождения профессора С. И. Жегалова.
- П. Ф. Сокол, И. В. Полумордвинова, К 100-летию со дня рождения Сергея Ивановича Жегалова, 1982.
- В. Ф. Пивоваров (ред.), Сергей Иванович Жегалов. Учёный, педагог, селекционер, 2006.
- Е. Г. Добруцкая, Золотые вехи науки на Грибовской станции — ВНИИССОК, «Овощи России», № 4, 2009.
- В. Ф. Пивоваров, О. Н. Пышная, Л. К. Гуркина, Основоположник отечественной селекции овощных культур — С. И. Жегалов, «Овощи России», № 3, 2011.
- Сергей Иванович Жегалов: (к 125-летию со дня рождения) / сост. Н. Н. Пивоварова и др. — М.: ВНИИССОК, 2006. — 45 с.